# Winner
Winner (en hangul, 위너; estilizado como WINNER) es un grupo masculino surcoreano formado en 2014 por YG Entertainment. Actualmente se compone de cuatro miembros: Jinwoo, Seunghoon, Mino y Seungyoon. Originalmente siendo un grupo de cinco miembros, Taehyun dejó el grupo el 25 de noviembre de 2016 debido a problemas de salud. El grupo ha lanzado dos álbumes de estudio y un EP. 
El grupo se formó a través del programa de supervivencia de realidad de 2013 WIN: Who is Next, donde compitieron como «Team A» contra otros aprendices de YG Entertainment por la oportunidad de debutar como el primer grupo de chicos de YG en ocho años, desde el debut de BIGBANG. Al concluir el programa, el nombre «WINNER» fue dado al Team A después de ganar las tres rondas de votación pública.
Después de varios retrasos, el grupo hizo su debut coreano en el concierto de la YG Family el 15 de agosto de 2014. Su debut en transmisión fue en Inkigayo el 17 de agosto. El 10 de septiembre, el grupo debutó en Japón. Ganaron varios premios al Mejor Artista Nuevo en 2014, incluyendo en los Mnet Asian Music Awards, los MelOn Music Awards y los Golden Disk Awards.

## Historia

### Predebut
En 2010, el líder del grupo Seungyoon fue un concursante en el concurso de canto Superstar K2 llegando a cuartos de final. En el siguiente año el firmó con YG Entertainment e hizo su debut como actor en el sitcom High Kick: Revenge of the Short Legged. En 2013, hizo su debut en solitario, publicando varias canciones incluyendo «It Rains».
Seunghoon fue también un concursante del reality show de canto K-Pop Star 1 en 2012. Él llegó al cuarto lugar y fue reclutado por Yang Hyun Suk. Fue anunciado que Seungoon firmó con YG el 16 de mayo.
Minho empezó su carrera musical como rapero de underground bajo el nombre «Mino», con otros raperos/idols de underground como Zico, Kyung y P.O de Block B y Taewoon de SPEED. Mino estaba destinado inicialmente para debutar con Block B, pero dejó el grupo antes de su debut por razones personales. En 2011, el debutó bajo Y2Y Contents Company como parte del grupo BoM, pero se disolvió dos años después. En 2013, ingresó a YG Entertainment a través de una audición, luego de ser descubierto por su aparición como actor en la serie de 2012 The Strongest K-POP Survival que salió al aire en Channel A.
Jinwoo asistió a Joy Dance Plug In Music Academy antes de ingresar a YG, donde fue visto por Seungri de Big Bang y fue llevado a la agencia. Él se convirtió en aprendiz en 2010.
Taehyun fue reclutado para la agencia en 2011 a través de una audición. Él y Jinwoo fueron bailarines en el concierto de YG Family de 2011.

### 2013-2014:WIN: Who Is Nexty debut
Los cinco aprendices compitieron como «Equipo A» en el programa de telerrealidad WIN: Who is Next?, transmitido en Mnet, con el fin de debutar como grupo. Durante el episodio final el 25 de octubre de 2013, se anunció que habían ganado el concurso y debutaron como «WINNER», publicando dos sencillos el 28 de octubre y realizando el acto de apertura para la gira japonesa de Big Bang el 15 de noviembre. El 9 de noviembre, los miembros de WINNER aparecieron como bailarines en el vídeo musical «Ringa Linga» de Taeyang. Desde el 13 de diciembre, WINNER apareció en su propio programa de telerrealidad, WINNER TV, que tenía diez episodios emitidos en Mnet.
En 2014, Seungyoon y Mino colaboraron con una canción para el proyecto de Yoon Jong Shin. Entre junio y agosto de ese año, los miembros del grupo se volvieron a introducir al público a la espera de su debut, a través de una serie de imágenes y vídeos.
El showcase debut oficial de WINNER se llevó a cabo el 6 de agosto con su álbum 2014 S/S lanzado digitalmente el 12 de agosto y físicamente el 14 de agosto. En el día del debut de WINNER los precios de las acciones de YG Entertainment aumentaron en un 6 57%. Su primera aparición fue en el programa musical Inkigayo el 17 de agosto, y se convirtieron en el grupo masculino ganar el primer lugar rápidamente en M! Countdown durante la etapa de su debut. El grupo oficial de los fanáticos fue nombrado como «Inner Circle». Después del lanzamiento del álbum, dos vídeos musicales titulados «Color Ring» y «Empty» (co-compuesto por B.I de Team B) fue lanzado en YouTube, y el álbum se posicionó en el número uno de Billboard World Albums Chart. El 30 de agosto, Mino publicó un sencillo en solitario titulado «I'm Him», que contó con una aparición corta de los miembros.
El 10 de septiembre, el grupo comenzó sus promociones japonesas por su disco japonés 2014 S/S: Japan Collection y se embarcaron en su primer concierto en solitario japonés el 11 de septiembre. El grupo concluyó con una exitosa gira en Tokio el 11 de octubre, asistieron 25 000 aficionados en total. El 9 de diciembre, Fuse anunció su 13 Top Breakout Artists de 2014 con WINNER llegando al puesto once y siendo los únicos artistas de Corea del Sur en la lista. El 17 de diciembre, Dazed Digital publicó sus veinte mejores canciones de K-pop de 2014, con la colocación de WINNER en la décima posición con «Color Ring».

### 2015-2016: Actividades en solitario,EXIT:E, y salida de Taehyun
En 2015, el grupo entró en el hiato mientras que los miembros persiguieron los esfuerzos en solitario. Taehyun apareció en varios papeles de actuación, incluyendo en el drama web Midnight's Girl de MBC, Late Night Restaurant de SBS y la producción mixta chino-coreana Under the Black Moonlight. Seungyoon también volvió a actuar con el exitoso drama web We Broke Up de CJ E&M, que obtuvo más de 16 millones de visitas. Jinwoo apareció en el drama chino-coreano Magic Cellphone, mientras que Mino compitió en la cuarta temporada del concurso de rap de Show Me The Money de Mnet y terminó como subcampeón. Un número de sus lanzamientos digitales del programa fueron comercialmente acertados, incluyendo «Fear» con Taeyang, que se convirtió en el sencillo más descargado del programa con sobre un millón ventas digitales. En diciembre, se anunció que el grupo estaría regresando de su hiato en 2016, con una reaparición en cinco 'lanzamientos de proyectos'.
El primer lanzamiento del grupo en 2016 fue un dúo de "calentamiento" con Mino y Taehyun, titulado «Pricked». Aunque el sencillo no fue promovido, se ubicó #2 en MelOn y #1 en iTunes en nueve países, incluyendo Singapur, Tailandia y Brúnei. En el período previo al regreso oficial del grupo, una serie de covers musicales de sus títulos fueron lanzados como promocionales, con artistas como Lee Hi, Zion.T, Epik High, Taeyang y G-Dragon. El miniálbum EXIT: E fue lanzado el 1 de febrero, y sirvió como retorno de Winner después de un descanso de 18 meses desde su debut. El grupo promovió las pistas tituladas «Baby Baby» y «Sentimental» del EP, el primero de la propuesta "Exit Movement" de la serie. En abril, WINNER apareció en el programa de variedades Half-Moon Friends de JTBC, y en septiembre, Mino debutó como parte del dúo de hip-hop MOBB junto a Bobby de iKON.
El 12 de octubre, YG Entertainment anunció que Taehyun estaría tomando un hiato del grupo debido a problemas de salud mental, y que el resto de la serie de Exit Movement se retrasaría indefinidamente. El 25 de noviembre, la salida de Taehyun del grupo fue anunciada, debido a problemas de salud mental y creyendo que él era la razón del retraso en las promociones de WINNER. Se decidió que WINNER continuaría como un grupo de cuatro miembros, sin ninguna adición de nuevos miembros.
En noviembre, Jinwoo fue anunciado como el líder en la producción de The Little Prince por la Korea National Contemporary Dance Company. Él es el primer ídolo de K-pop para ser parte de la producción de danza contemporánea. También, se anunció que Seungyoon y Jinwoo estarán protagonizando en el drama web Love for Thousand More. El drama web es una producción conjunta de CJ E&M, YG Entertainment y YGKPlus.

### 2017: Programas de variedades,Fate Number ForyOur Twenty For
A principios de enero de 2017, Mino se unió al programa de variedades New Journey to the West como uno de los principales miembros del elenco. Durante ese tiempo Seungyoon también se convirtió en miembro de reparto permanente del programa de variedades Flower Crew.
Durante todo el mes de enero, los miembros comenzaron a insinuar un próximo regreso. Luego fue confirmado por YG Entertainment que el grupo lanzaría un nuevo sencillo en marzo de ese año.

## Miembros
| Integrantes      | Integrantes      | Integrantes          | Integrantes          | Integrantes                        | Integrantes                                  | Integrantes                                  |
| Nombre artístico | Nombre artístico | Nombre de nacimiento | Nombre de nacimiento | Fecha de nacimiento                | Lugar de nacimiento                          | Posición                                     |
| Romanización     | Hangul           | Romanización         | Hangul               | Fecha de nacimiento                | Lugar de nacimiento                          | Posición                                     |
| ---------------- | ---------------- | -------------------- | -------------------- | ---------------------------------- | -------------------------------------------- | -------------------------------------------- |
| Jinu             | 진우             | Kim Jin-woo          | 김진우               | 26 de septiembre de 1991 (33 años) | Sinan, Jeolla del Sur, Corea del Sur         | Vocalista Líder, Bailarín y Visual           |
| Hoony            | 승훈             | Lee Seung-hoon       | 이승훈               | 11 de enero de 1992 (33 años)      | Busan, Corea del Sur                         | Bailarín Principal, Rapero Líder y Vocalista |
| Mino             | 미노             | Song Min-ho          | 송민호               | 30 de marzo de 1993 (32 años)      | Yongin, Provincia de Gyeonggi, Corea del Sur | Rapero Principal, Bailarín y Vocalista       |
| Yoon             | 승윤             | Kang Seung-yoon      | 강승윤               | 21 de enero de 1994 (31 años)      | Busan, Corea del Sur                         | Líder, Vocalista Principal y Bailarín Líder  |
| Exintegrante     |                  |                      |                      |                                    |                                              |                                              |
| Taehyun          | 태현             | Nam Tae-hyun         | 남태현               | 10 de mayo de 1994 (31 años)       | Hanam, Gyeonggi, Corea del Sur               | Vocalista principal, bailarín, maknae        |

## Discografía
| Álbum de estudio - 2014 S/S (2014) - EVERYD4Y (2018) - REMEMBER (2020) EP - EXIT : E (2016) - WE (2019) - CROSS (2019) Álbum en vivo - Winner Exit Tour in Seoul (2016) Sencillos en CD - «Fate Number For» (2017) - «Our Twenty For» (2017) - «EVERYD4Y» (2018) | Álbum de estudio - 2014 S/S: Japan Collection (2014) - Our Twenty For (2018) |

## Giras
- Winner 2014 Zepp Tour in Japan (2014)
- Worldwide Inner Circle Conference: WWIC (2015)
- Winner Japan Tour 2015 (2015)
- Winner 2016 EXIT Tour (2016)
- Winner EXIT Tour in Japan 2016 (2016)
- Winner Japan Tour 2018 ~We'll Always Be Young~ (2018)

### Giras en conjunto
- YG Family – YG Family 2014 World Tour: Power (2014)

### Acto de apoyo
- BIGBANG Japan Dome Tour (2013) - (Acto de apertura)
- 2NE1 AON: All or Nothing World Tour (2014) - (Invitado)
- Epik High EPIK HIGH 'Parade 2014' Concert Tour (2014) - (Invitado)
- Epik High EPIK HIGH 'Now Playing' Concert (2015) - (Invitado)
- Gira de concierto japonés de iKON (2016) - (Invitado: Mino para MOBB)

## Filmografía

### Programas de variedades/telerrealidad
| Año                                      | Título                                     | Cadena                              | Miembro(s) | Notas                                                                                          |
| ---------------------------------------- | ------------------------------------------ | ----------------------------------- | --- | ---------------------------------------------------------------------------------------------- |
| 2013                                     | WIN: Who is Next                           | Mnet                                | Todos (como el Equipo A) | 10 episodios; Equipo A ganador ante otros aprendices de YG debutando como WINNER               |
| 2013-2014                                | WINNER TV                                  | Mnet                                | Todos | 10 episodios                                                                                   |
| 2014                                     | Yoo Hee-Yeol's Sketchbook                  | KBS 2TV                             | Todos | Episodio 243 (19 de septiembre)                                                                |
| 2014                                     | Weekly Idol                                | MBC Every1                          | Todos | Episodio 169 (22 de octubre)                                                                   |
| 2015                                     | Show Me the Money 4                        | Mnet                                | Mino | 10 episodios (26 de junio–28 de junio); terminó como subcapeón                                 |
| 2016                                     | Actor School                               | tvN                                 | Taehyun | 10 episodios; programa de variedad Park Shin Yang dando clases de actuación a las celebridades |
| Yoo Hee-Yeol's Sketchbook                | KBS 2TV                                    | Todos                               | 19 de febrero |                                                                                                |
| Sugar Man                                | JTBC                                       | Seungyoon, Taehyun, Mino            | Episodio 21 (8 de marzo); actuando «Je t'aime»                                                                                    |                                                                                                |
| Happy Camp                               | Hunan                                      | Todos                               | 19 de marzo |                                                                                                |
| Show Me The Money 5                      | Mnet                                       | Mino                                | Episodio 1 y 5 |                                                                                                |
| Running Man                              | SBS                                        | Mino, Taehyun                       | Episodio 294 (10 de abril); con Hyeri                                                                                             |                                                                                                |
| Half Moon Friends                        | JTBC                                       | Todos                               | 12 episodios (23 de abril–16 de julio); programa de variedad donde los integrantes interactúan con niños                          |                                                                                                |
| The Collaboration                        | Tencent SBS MTV                            | Seungyoon, Mino                     | 10 episodios |                                                                                                |
| Eat, Sleep, Eat in Krabi                 | TvN                                        | Seunghoon                           | Miembro durante toda la temporada                                                                                                 |                                                                                                |
| 2016-2017                                | Flower Crew                                | SBS                                 | Kang Seungyoon | Episodios 7-9 (Invitado) Episodios 13-29 (Miembro permanente)                                  |
| 2017                                     | New Journey To The West                    | tvN, tvNgo vía Naver TV Cast        | Mino | Temporada especial 2.5 Temporada 3 - Presente                                                  |
| Weekly Idol                              | MBC Every1                                 | Todos                               | Episodio 301 |                                                                                                |
| My Little Televisión                     | MBC                                        | Todos                               | Episodios 94 y 95 |                                                                                                |
| Radio Star                               | MBC                                        | Song Mino Kang Seungyoon Kim Jinwoo | Episodio 522 (Mino) Episodio 527 (Yoon) Episodio 539 (Jinwoo)                                                                     |                                                                                                |
| JYP’s Party People                       | SBS                                        | Todos                               | Episodio 6 |                                                                                                |
| Wizard Of Nowhere                        | MBC                                        | Kim Jinwoo                          | A partir del episodio 5, es miembro permanente. Actualmente el show no se sigue emitiendo debido a huelga de trabajadores de MBC. |                                                                                                |
| Winner Over Flowers / Youth Over Flowers | tvN                                        | Todos                               | Es un spin-off de New Journey To The West                                                                                         |                                                                                                |
| 2018                                     | Let's Live a Nice Life / Let's Live Kindly | JTBC                                | Kim Jinwoo | Miembro principal                                                                              |

### Dramas
| Año  | Título                                   | Cadena                            | Miembro(s)                | Notas                                                            |
| ---- | ---------------------------------------- | --------------------------------- | ------------------------- | ---------------------------------------------------------------- |
| 2011 | High Kick 3: Revenge of the Short Legged | MBC                               | Kang Seungyoon            | Reparto                                                          |
| 2012 | K-Pop - The Ultimate Audition            | Channel A                         | Song Mino                 | Reparto                                                          |
| 2014 | Entertainers                             | Mnet                              | Kang Seungyoon            | Episodio 1 (Cameo)                                               |
| 2015 | Midnight's Girl                          | MBC Every1                        | Nam Taehyun               | 8 Episodios, Protagonista                                        |
| 2015 | Producers                                | KBS 2TV                           | Kang Seungyoon            | Episodios 4, 5, 10 y 12 (Cameo)                                  |
| 2015 | Late Night Restaurant                    | SBS                               | Nam Taehyun               | Reparto                                                          |
| 2015 | We Broke Up                              | CJ E&M Digital Studio y YG K-Plus | Kang Seungyoon            | Protagonista                                                     |
| 2016 | Under The Black Moonlight                | SBS                               | Nam Taehyun               | Protagonista                                                     |
| 2016 | Love For a Thousand More                 | Naver TV                          | Kang Seungyoon Kim Jinwoo | 10 Episodios, Yoon es protagonista y Jinwoo personaje secundario |
| 2016 | Magic Cellphone                          | Web TV                            | Kim Jinwoo                | 10 Episodios, Protagonista                                       |
| 2017 | Prison Playbook / Wise Prison Life       | tvN                               | Kang Seungyoon            | Reparto                                                          |

### Videos musicales
| Año  | Título                 | Miembro(s)                  |
| ---- | ---------------------- | --------------------------- |
| 2012 | Somebody - 15&         | Seunghoon                   |
| 2013 | Ringa Linga - Taeyang  | Todos excepto Seunghoon     |
| 2014 | I'm Him - Mino         | Cameo de los demás miembros |
| 2014 | Born Hater - Epik High | Mino                        |

## Premios y nominaciones
WINNER ganó su primer gran premio, un Bonsang, en los MelOn Music Awards del 2014, en la categoría de "Top 10 Artists", ganando además como "Mejor Artista Nuevo", premio que de igual forma recibieron en los MAMA 2014, Golden Disk Awards, Gaon Chart K-Pop Awards y los SBS Awards Festival. 